# Gravitino
 (février 2024).
Si vous disposez d'ouvrages ou d'articles de référence ou si vous connaissez des sites web de qualité traitant du thème abordé ici, merci de compléter l'article en donnant les références utiles à sa vérifiabilité et en les liant à la section « Notes et références ».
 (août 2022).
Sa qualité peut être largement améliorée en utilisant un vocabulaire plus directement compréhensible.

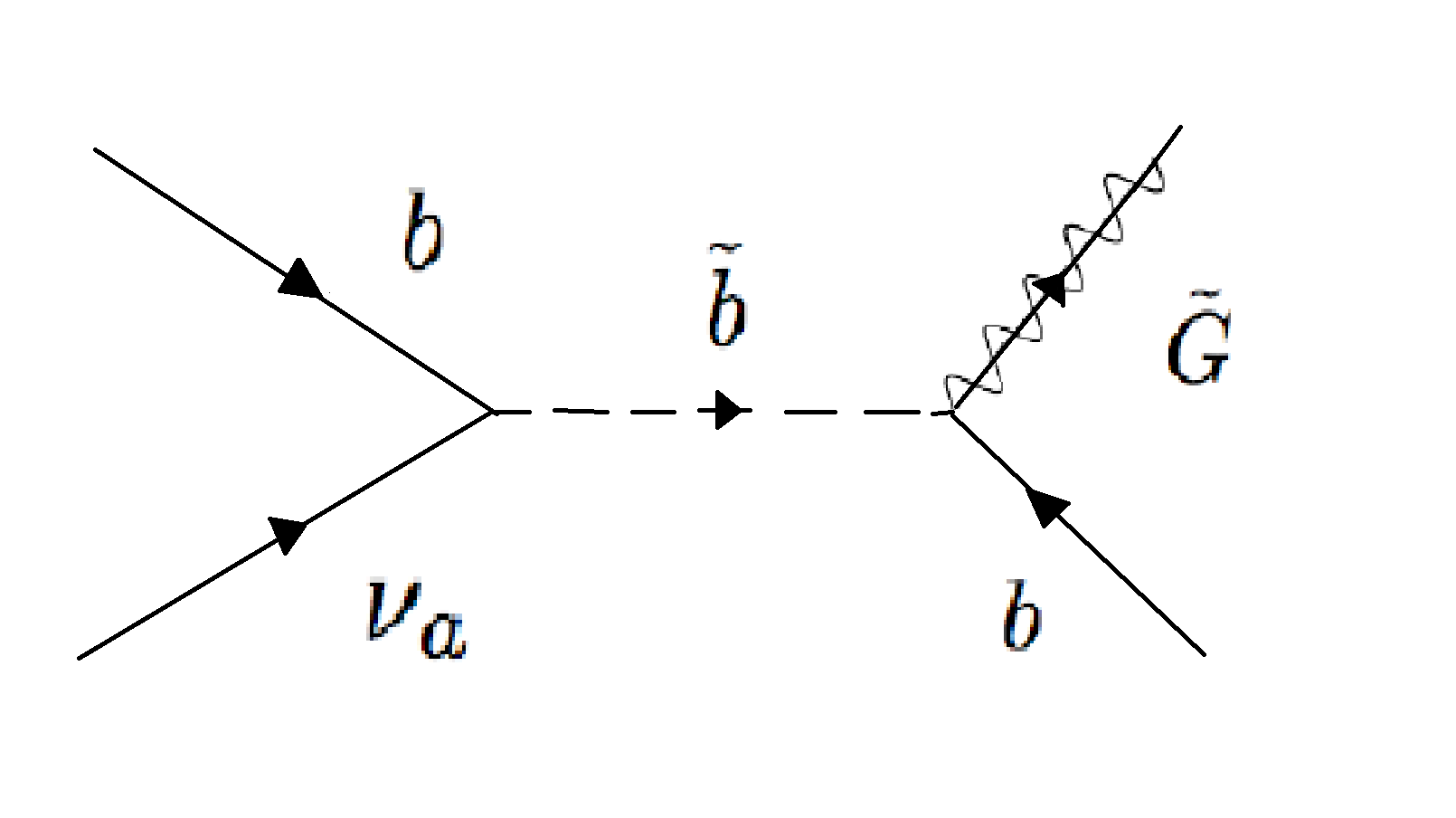
Diagramme de Feynman du processus de diffusion des gravitinos qui génère l'abondance des gravitinos après le réchauffement.

Le gravitino est le superpartenaire du graviton, prédit par la combinaison de la relativité générale et de la supersymétrie, c'est-à-dire les théories de la supergravité. S'il existe, c'est un fermion de spin 3/2 et qui obéit à l'équation de Rarita-Schwinger.
Le gravitino peut être vu comme le fermion médiateur des interactions de la supergravité. Lorsque la supersymétrie est brisée dans les théories de la supergravité, il acquiert une masse qui émerge directement de la brisure spontanée de la supersymétrie.